# Oxford Art Online

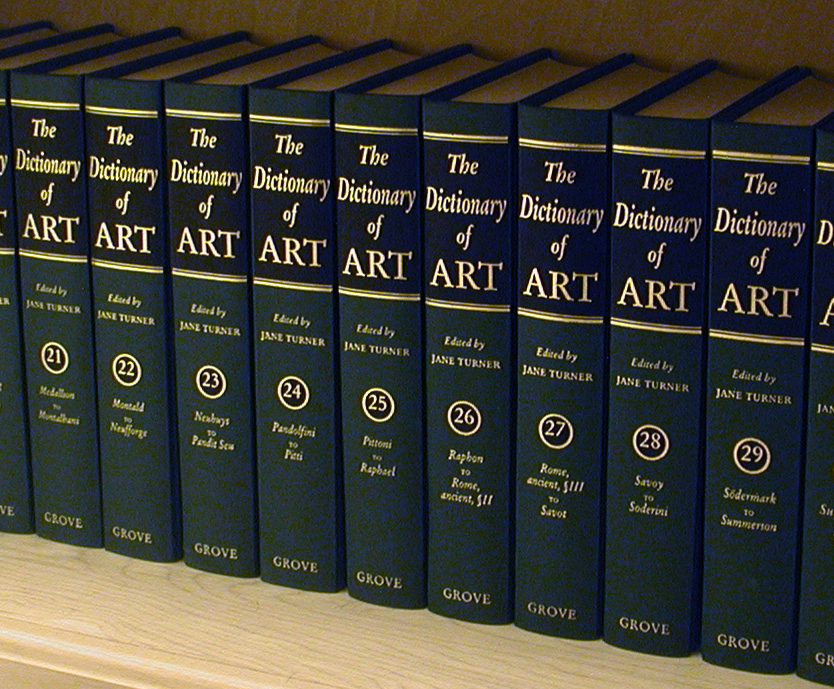
The Dictionary of Art

Oxford Art Online (anciennement connu sous le nom de Grove Art Online, avant The Dictionary of Art et souvent désigné comme The Grove Dictionary of Art), est une grande encyclopédie en ligne d'art, qui fait maintenant partie des publications de référence en ligne de l'Oxford University Press, et auparavant une encyclopédie imprimée en 34 volumes initialement publiée par Grove en 1996 puis réimprimée avec des corrections mineures en 1998. Une nouvelle édition a été publiée en 2003 par l'Oxford University Press.

## Portée
Écrite par 6 700 experts à travers le monde, ses 32 600 pages sur plus de 45 000 sujets sur des thèmes artistiques, des artistes, des critiques d'art, des collections privées, ou tout autre élément lié au monde de l'art. Selon le New York Times Book Review, c'est la « plus ambitieuse publication sur l'art de la fin du 20e siècle ». Près de la moitié du contenu couvre des sujets du monde non-occidental, provenant de contributeurs originaires de 120 pays. Les sujets abordés vont de Julia Margaret Cameron à Shoji Hamada, de la Corée du Sud à Tombouctou, du siècle des Lumières au Marxisme, et au peuple Yoruba à l'expressionnisme abstrait. Les entrées comprennent des bibliographies et un grand nombre d'images.

## Éditions imprimées
Le dictionnaire est toujours disponible en édition standard cartonnée, bien que la version reliée en cuir semble épuisée.
Diverses petites rédactions spécialisées ont été publiées, telles que The Grove Encyclopedia of Decorative Arts, (rédacteur en chef, Gordon Campbell, OUP 2006,  (ISBN 0-19-518948-5)), The Grove Dictionary of Materials and Techniques in Art (OUP 2008,  (ISBN 978-0-19-531391-8)), From David to Ingres: Early 19th-Century French Artists (Grove Dictionary of Art), entre autres. 
Le Grove Dictionary of Art est publié par Oxford University Press, qui l'a acquis de Macmillan Publishers en 2003.

## Édition en ligne
La version en ligne, qui est mise à jour trois fois par an, est disponible par abonnement et inclut du contenu supplémentaire. Au Royaume-Uni, de nombreuses bibliothèques publiques offrent gratuitement à leurs utilisateurs en ligne à l'aide de leur adhésion à la bibliothèque et d'un PIN pour se connecter. The Grove Dictionary of Art a d'abord été disponible en ligne par le biais du site web Grove Art Online en 1998. Le site a été étendu et rebaptisé Oxford Art Online, incluant d'autres œuvres : The Oxford Companion to Western Art, Encyclopedia of Aesthetics, The Concise Oxford Dictionary of Art Terms. En 2011, le Bénézit a été ajouté à la base de données.